# Потребност
Потребност е обективната или субективна вътрешна необходимост за удовлетворяване на физиологична или психологическа нужда. Основно потребностите могат да се разделят на базови и социални. Те могат да се изразяват в нужда от: вода, храна, сън/подслон (базови) или значимост/обич, принадлежност и др. (социални). Потребностите, независимо дали са базови или социални, според психоанализата могат да се изведат, че са еднакви за всички, но имат различно проявление за всеки индивид. Изучаването на потребностите и желанията е предмет основно на психоанализата, но е от изключителна полза за политическите науки, социологията, икономиката и философията. Първият академичен модел на потребностите е представен от Ейбрахам Маслоу. Той за пръв път в историята на психологията ги дефинира и обединява в едно цяло. Тази теория за йерархичното подреждане на потребностите може да бъде най-добре изяснена чрез така наречената „Пирамида на потребностите“. Академичното му изучаване е в разцвета си през 1950-те.